# Roeperocharis urbaniana
Roeperocharis urbaniana är en orkidéart som beskrevs av Friedrich Fritz Wilhelm Ludwig Kraenzlin. Roeperocharis urbaniana ingår i släktet Roeperocharis och familjen orkidéer. Inga underarter finns listade i Catalogue of Life.

## Bildgalleri

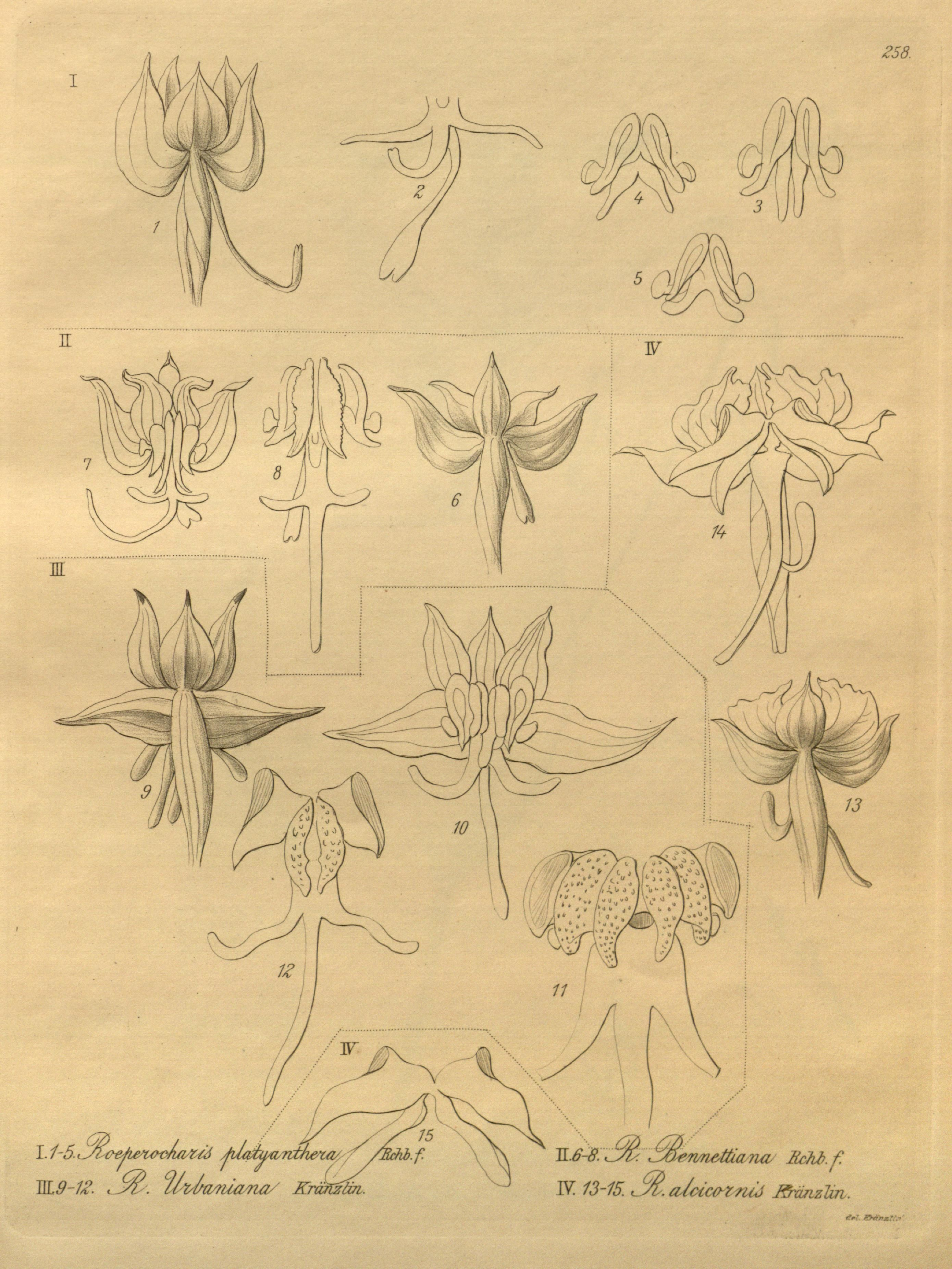